# Gabriel Knight
Gabriel Knight – seria komputerowych gier przygodowych produkcji Sierra On-line i autorstwa Jane Jensen, opowiadająca o przygodach Gabriela Knighta, właściciela księgarni z używanymi książkami w Nowym Orleanie i pisarza amatora, a później Schattenjägera, czyli Łowcy Cieni. W drugiej i trzeciej części gracz kieruje także akcjami Grace Nakimury, asystentki Gabriela z księgarni.
Seria składa się z trzech części:
- Gabriel Knight: Sins of the Fathers (1993) – jest to tradycyjna dwuwymiarowa gra przygodowa wskaż i kliknij opowiadająca o tajemnicy rytualnych morderstw voodoo w Nowym Orleanie, a także historię rodu Gabriela i Łowców Cieni.
- The Beast Within: A Gabriel Knight Mystery (1995) – zrealizowana w formie częściowo filmu interaktywnego, a częściowo gry przygodowej point and click, skupia się na ataku wilkołaka w okolicach zamku w Bawarii, gdzie zamieszkał główny bohater; wraz z rozwojem fabuły tropy prowadzą do tajemniczego klubu łowieckiego, a historia sięga do losów Ludwika II i Richarda Wagnera
- Gabriel Knight 3: Blood of the Sacred, Blood of the Damned (1999) – trzecia część przenosi gracza w trzeci wymiar (wszystkie sceny z gry są przedstawione za pomocą specjalnie na potrzebę tej gry stworzonego silnika trójwymiarowego), a także do południowej Francji, do miasteczka Rennes-le-Château, gdzie Gabriel i Grace z pomocą Mosely'ego zajmować się będzie sprawą uprowadzenia dziecka Księcia Albany przez postacie wyglądające na wampirów. Na miejscu ich losy skrzyżują się z wycieczką, której uczestnicy jak się okazuje liczą na odnalezienie skarbu Templariuszy, między innymi Świętego Graala.

Cechą wyróżniającą wszystkie części serii jest dopracowany scenariusz i scenografia, obejmująca wiele odwzorowanych autentycznych miejsc (Nowy Orlean w części I, Monachium i zamek Neuschwanstein w części II oraz miasteczko Rennes-le-Château w części III) oraz historii i legend z nimi związanych.